# Pierre du Coq et la Poule

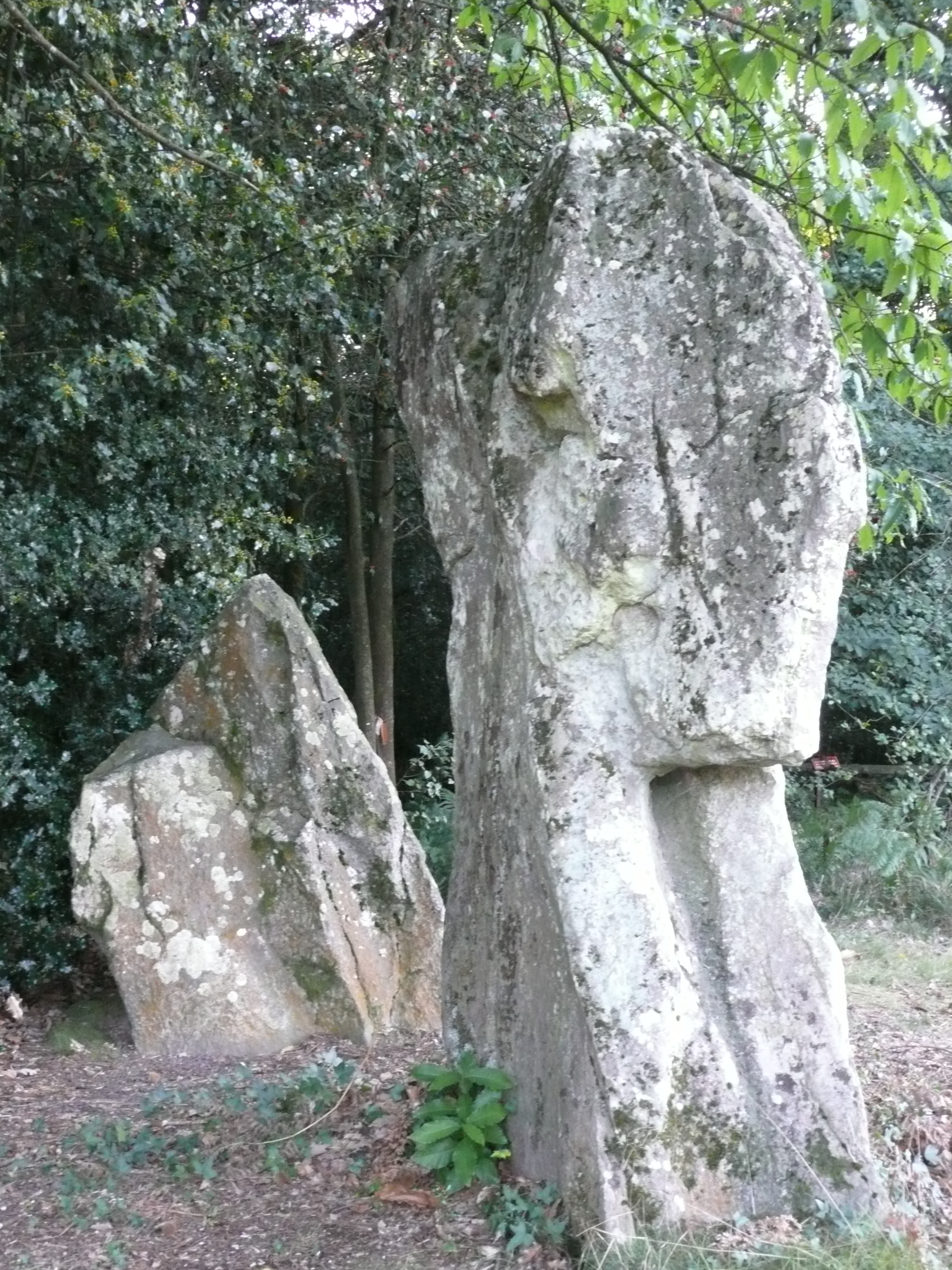
Der Hahn und die Henne

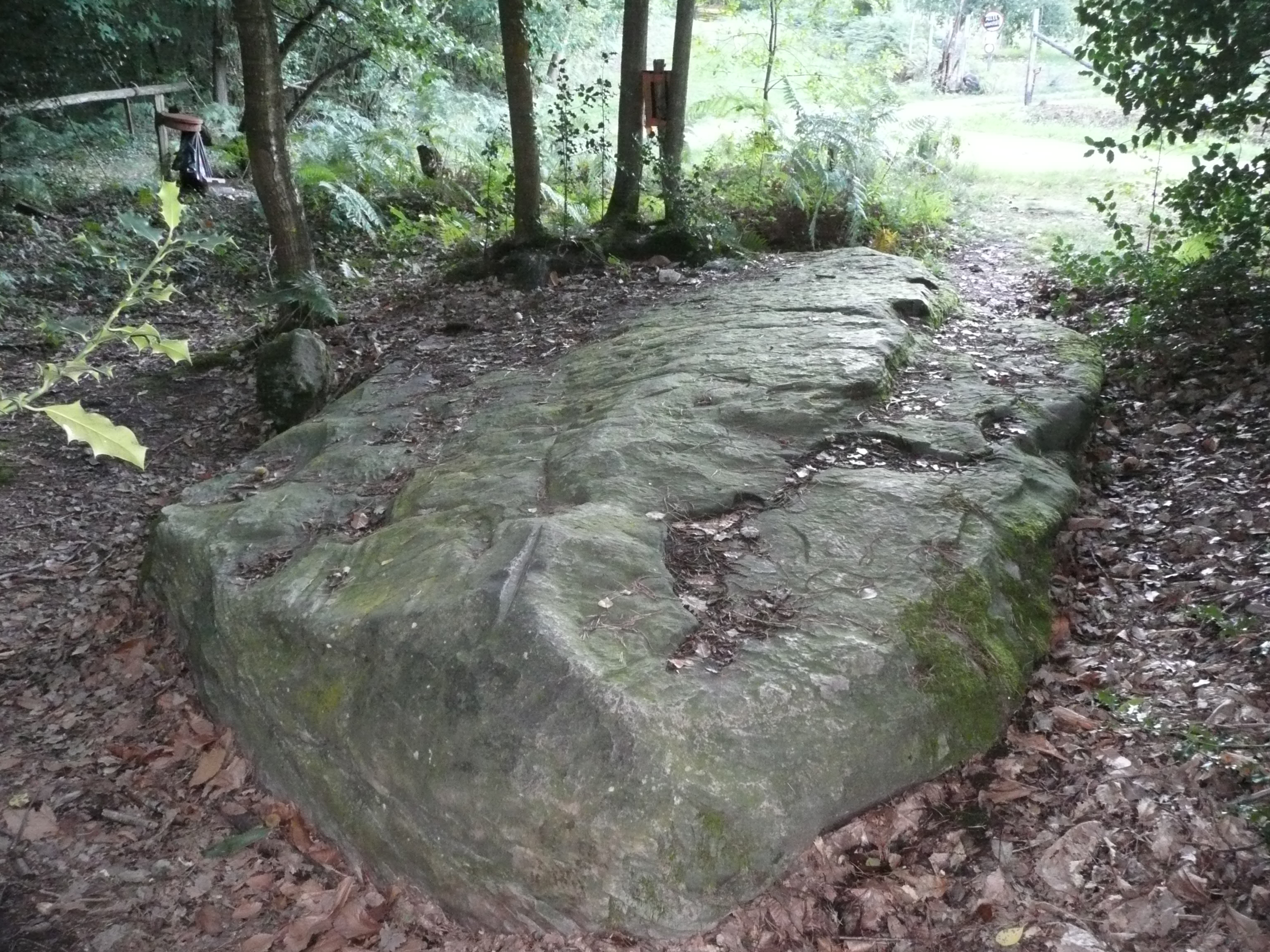
Der Wetzstein

Der Pierre du Coq et la Poule (deutsch Der Stein des Hahns und der Henne) sind zwei Menhire aus Sandstein östlich von Échemiré bei Baugé-en-Anjou im Nordosten des Département Maine-et-Loire in Frankreich.
Der Hahn ist eine 0,5 m dicke prismatische Platte von über 2,0 m Höhe, die leicht nach Süden geneigt ist. Der Stein hat im oberen Teil ein schräges Loch wahrscheinlich natürlichen Ursprungs. Die Henne ist etwa 1,6 m hoch und steht weniger als 2,0 m vom Hahn entfernt.
Südlich der beiden Menhire wurde auf dem Boden liegend eine etwa 6,0 × 3,0 m große Platte aus Sandstein entdeckt, die als Polissoir, mit einem Dutzend Wetzrillen, anerkannt ist.
Der Überlieferung nach dreht sich der Hahn, wenn er das Krähen eines Hahns hört.
Die Menhire wurden 1979 unter Denkmalschutz gestellt.
In der Nähe liegt der Dolmen Pierre du Crapeau.